# Dock C
Das Dock C, allgemein auch Druckdock genannt, war ein schwimmendes Dock mit Druckkammer im Marinearsenal Arsenalbetrieb Kiel.

## Geschichte

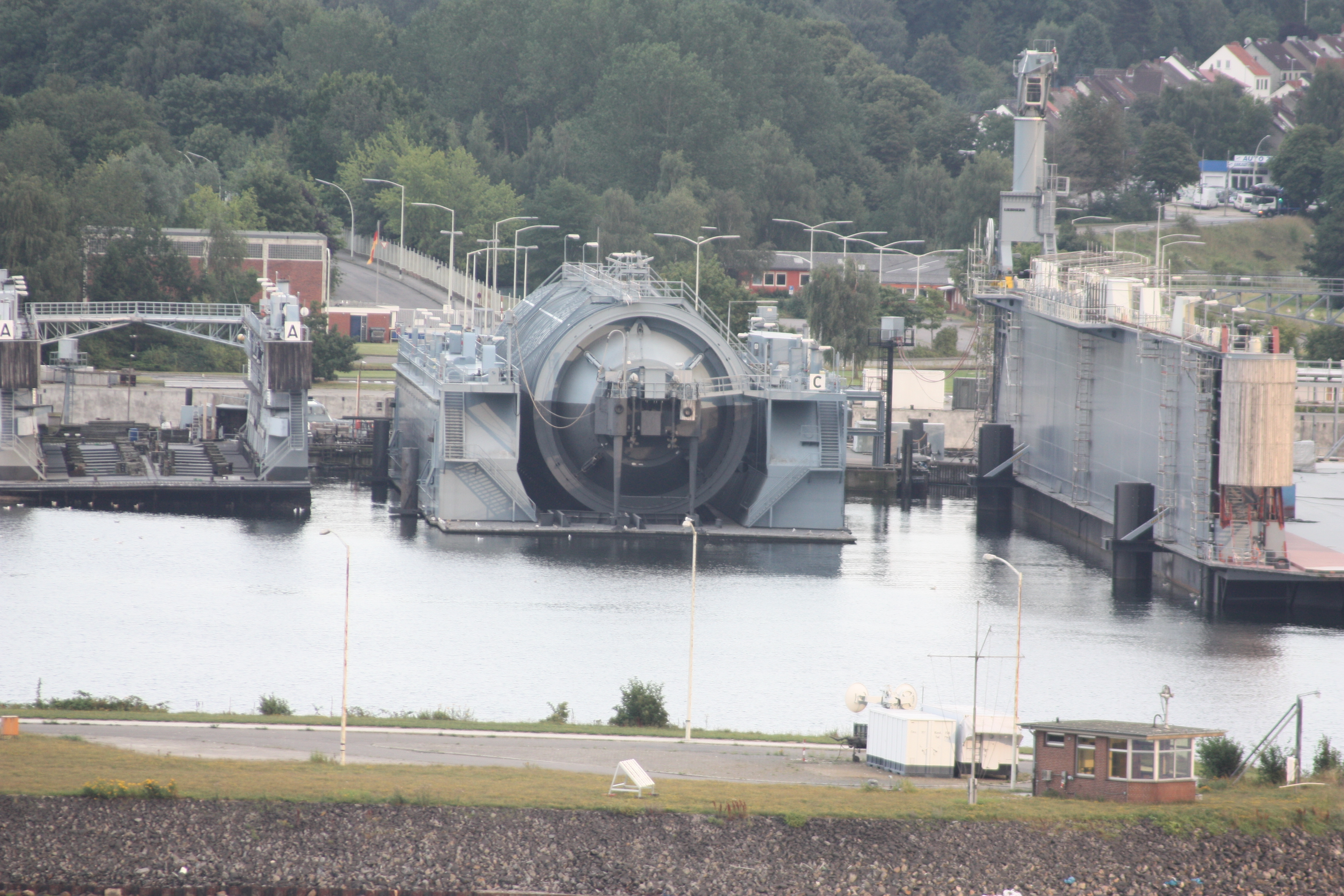
Dock C im Marinearsenal Kiel

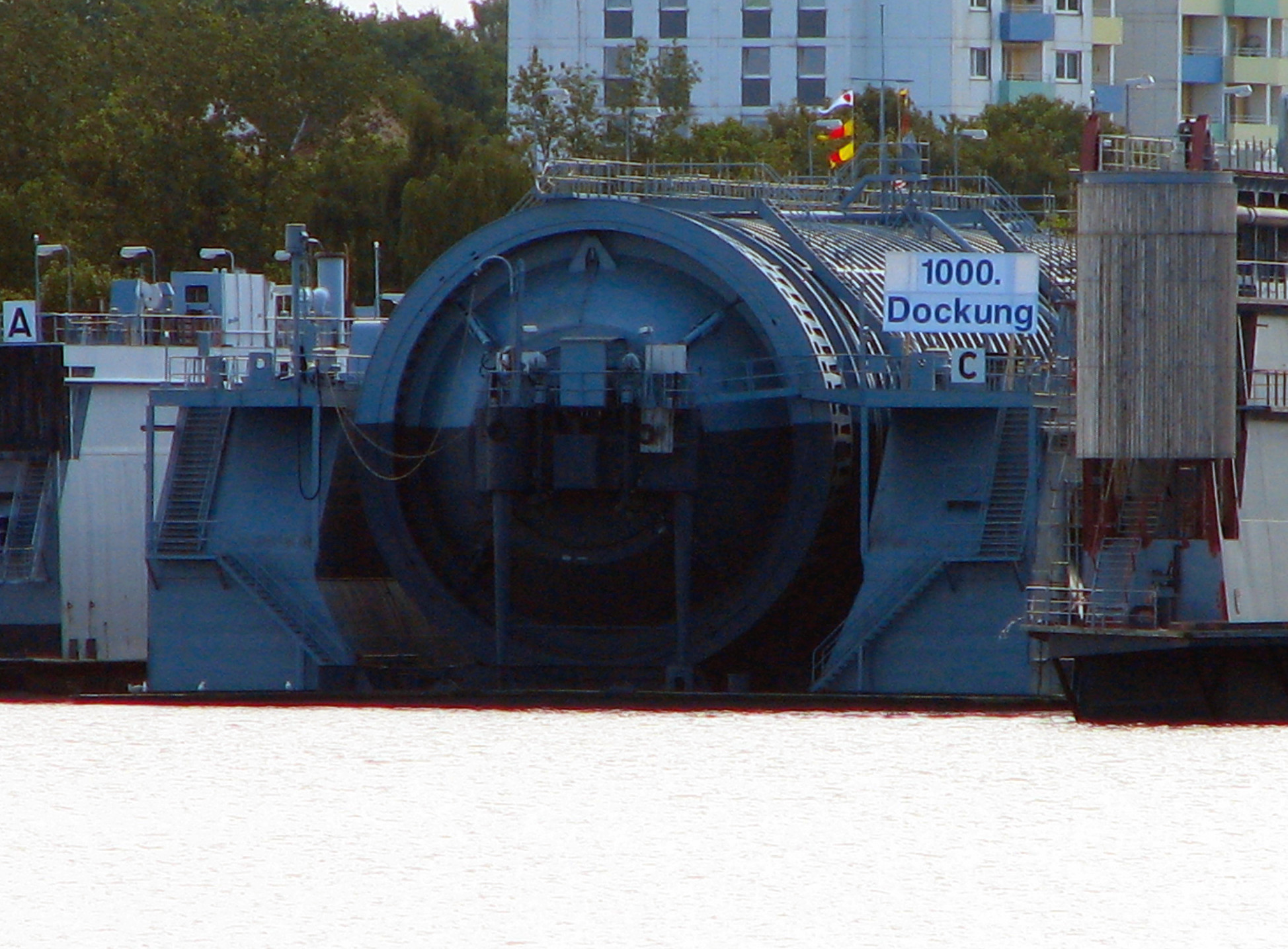
Dock C mit Plakat anlässlich der 1000. Dockung

Das Dock C wurde 1967 von den Flender-Werken Lübeck gebaut, um in der U-Boot-Entwicklung und -Prüfung Tauchtiefen zu simulieren. Zuvor wurden U-Boote allgemein auf hoher See getestet, was grundsätzlich mit einem hohen logistischen und finanziellen Aufwand verbunden war, sowie im Havarie- oder Schadfall mit entsprechend hohen Risiken. Im Dock C konnte Mannschaft und Prüfpersonal an Bord des zu testenden U-Boots bleiben und unmittelbarer auf den Versuchsverlauf reagieren. Außer dem Kostenvorteil konnte mit dem Dock C auch die Ergebnisauswertung von Drucktests schneller und unmittelbarer vorgenommen werden, was eine deutliche Zeitersparnis bedeutete. Die simulierbare Tauchtiefe war so groß, dass 1970 U3 bis zur Zerstörung belastet werden konnte.
Ein Druckdock in dieser Art war in der westlichen Welt einmalig, so dass das Dock C auch von NATO-Partnerländern genutzt wurde. Über eine vergleichbare Einrichtung im ehemaligen Ostblock liegen keine Informationen vor, somit kann davon ausgegangen werden, dass das Druckdock weltweit einmalig war.
Am 17. August 2009 fand die 1000. Dockung statt, es handelte sich um das U-Boot U 18.
Das letzte U-Boot, was in dem Druckdock eingedockt wurde, war die norwegische Utstein, welche bis zum 18. März 2011 im Dock auf Dichtigkeit geprüft wurde. Mit der Ausmusterung der letzten vier U-Boote der Klasse 206A im März 2011 brach der letzte Nutzungszweck der Deutschen Marine weg, da es für die neue U-Boot-Klasse 212 zu klein war. Diese können stattdessen nur zunächst im flachen Wasser und anschließend vor der Küste Norwegens geprüft werden.
Mit dem Verkauf zwei dieser U-Boote an Kolumbien im August 2012 und die Verwendung der restlichen zwei U-Boote als Ersatzteilspender für Kolumbien, wurde das Dock C ebenfalls im August 2012 nach über 1000 Dockungen ausgesondert und für 1,35 Millionen € in die Türkei zur Verschrottung verkauft. Am 15. August 2012 legte der griechische Schlepper Pantodynamos im Marinearsenal in Kiel ab und brachte es nach Aliağa, wo es vom Unternehmen Şimşekler verschrottet wurde.